# Warszawskie dzieci

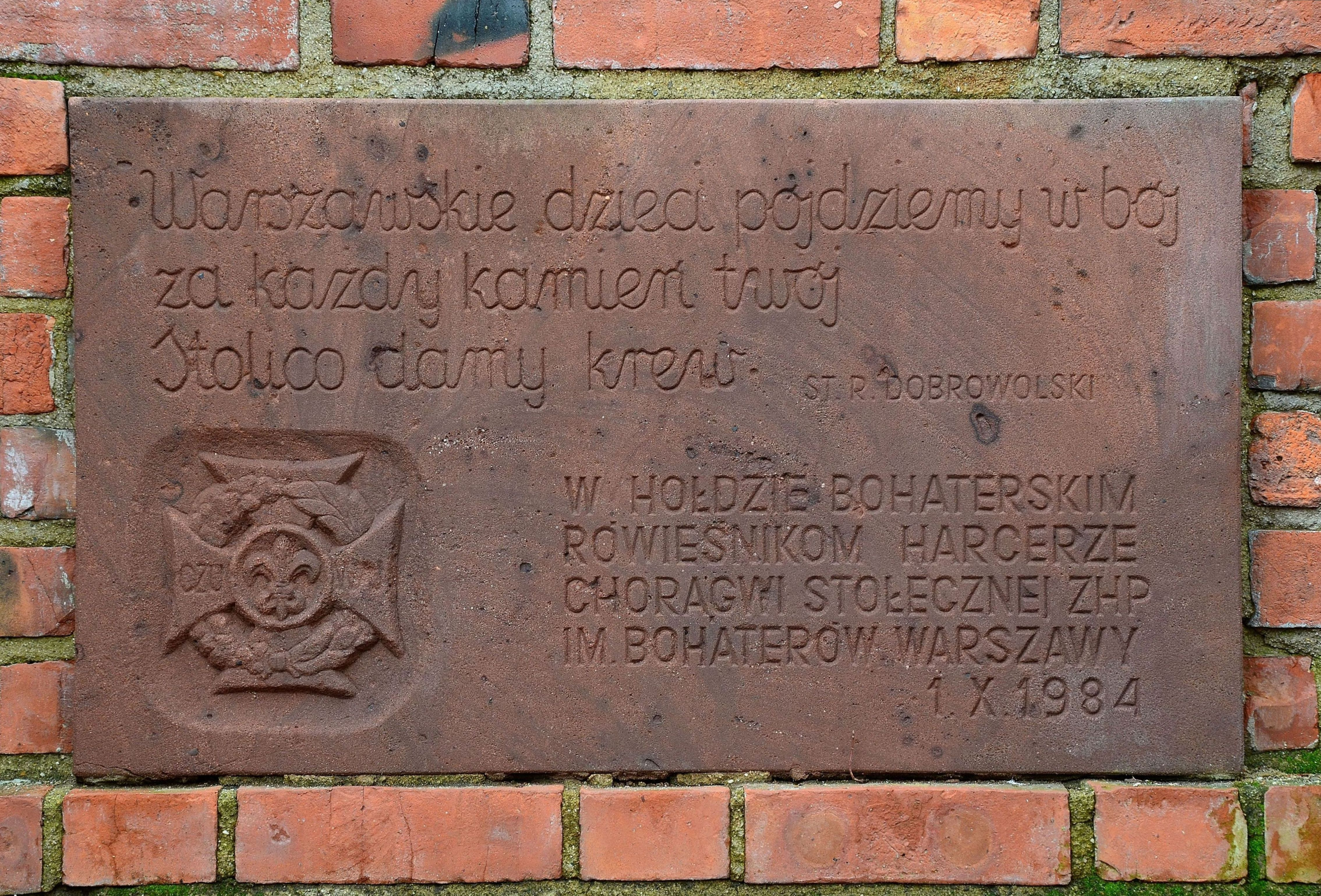
Fragment tekstu piosenki na tablicy przy pomniku Małego Powstańca

Warszawskie dzieci – polska piosenka skomponowana w 1944, autorem słów był Stanisław Ryszard Dobrowolski, autorem muzyki Andrzej Panufnik; jedna z popularnych piosenek powstania warszawskiego.

## Geneza i znaczenie
Piosenka została skomponowana 4 lipca 1944 i nagrana 1 sierpnia 1944 dla radiostacji Błyskawica i po raz pierwszy wyemitowana 8 sierpnia 1944; obok Warszawianki stała się jedną z najpopularniejszych piosenek powstańczych. Tytuł pieśni bezpośrednio nawiązuje do pierwszej jednostki Wojska Polskiego utworzonej w listopadzie 1918 r. w stolicy 21 Pułku Piechoty „Dzieci Warszawy”, zaś tekst do powstania warszawskiego.

Warszawskie dzieci, pójdziemy w bój,
Za każdy kamień Twój, Stolico, damy krew!
Warszawskie dzieci, pójdziemy w bój,
Gdy padnie rozkaz Twój, poniesiem wrogom gniew!

## Inne informacje
- Fragment tekstu piosenki umieszczono na tablicy pamiątkowej przy pomniku Małego Powstańca w Warszawie[1].
- Fragment oryginalnej wersji piosenki w postaci refrenu wykorzystano w końcówce utworu grupy hip-hopowej Hemp Gru pt. „63 dni chwały” (zawartym na albumie Droga z 2009), poświęconym powstaniu warszawskiemu.
- Fragmenty piosenki zostały wykorzystane w utworze słoweńskiej grupy Laibach pod tym samym tytułem. Płyta[2] z trzema utworami została wydana na zlecenie Narodowego Centrum Kultury ze środków Ministerstwa Kultury i Dziedzictwa Narodowego w ramach obchodów 70. rocznicy Powstania Warszawskiego.